# Ulad Bu Beker
Ulad Bu Beker (en árabe: أولاد بوبكر‎, en rifeño: ⵓⵍⴰⴷ ⴱⵓⴱⴽⴻⵔ, en francés: Oulad Boubker) es una comuna rural marroquí de la provincia de Driuch, en laregión Oriental. Desde 1912 hasta 1956 perteneció a la zona norte del Protectorado español de Marruecos.